# Physica
Physica est une revue scientifique mensuelle à comité de lecture publiée par Elsevier.
Elle prend la suite du Journal néerlandais d'histoire naturelle (nl), fondé en 1921 par Adriaan Fokker, Balthasar van der Pol et Ekko Oosterhuis. Journal unique à sa publication en 1934, il est séparé en trois journaux en 1975 :
- Physica A pour la physique statistique et ses applications : processus stochastiques, fluides, matière molle, systèmes dynamiques, biomathématique, éconophysique, systèmes complexes, théorie des réseaux. Ce journal est bimensuel.
- Physica B pour la matière condensée : physique du solide, cryogénie. Il est édité à raison de deux exemplaires mensuels ou plus et publie des comptes-rendus de conférences.
- Physica C pour la supraconductivité et ses applications, deux à trois exemplaires par mois.

Par la suite :
- Physica D consacrée aux phénomènes non-linéaires en physique, biologie et sociologie a été créé en 1980. Il est bimensuel.
- Physica E consacrée aux systèmes de basse dimensionalité, nanostructures et couches minces a été créé en 1998. Il est publié à raison de dix numéros par an.